# 史考特·巴克
史考特·藍道·巴克（英語：Scott Randall Buck），美國男製片人和編劇。他曾參與過的電視劇如《六呎風雲》（2002年至2005年）、《夢魘殺魔》（2007年至2013年）、《鐵拳俠》（2017年）和《異人族》（2017年）。

## 職業生涯
1991年，巴克於電視劇《Charlie Hoover》中的「Roll One for Ed」一集撰寫劇本，而為此開始他的職業生涯。2002年起，他加入HBO電視劇《六呎風雲》劇組，並一共撰寫了七集的劇本，這使他提名了三次黃金時段艾美獎。
2004年，他在DVD首映電影《從地心竄出4》中擔任編劇。巴克後於2007年時在同為HBO的電視劇《羅馬的榮耀》第二季中擔任共同執行製片人，並撰寫了兩集的劇本。但該劇後來被HBO宣布取消，全劇共兩季。
巴克於2007年起開始擔任電視劇《夢魘殺魔》第二季的節目統籌、共同執行製片人和編劇，並於2008年時在該劇的第三季中擔任共同執行製片人。2009年，他繼續在《夢魘殺魔》第四季中擔任執行製片人一職。在此期間，他於2008年、2009年和2010年都獲得了美國編劇工會獎的提名（包括編劇團隊及巴克的個人提名）。2008年時，他還入圍了黃金時段艾美獎最佳影集。《夢魘殺魔》的第六季後，先前的創作團隊都已退出，使巴克晉升為節目統籌。但當《夢魘殺魔》的最終季（第八季）播出後卻沒有獲得和前幾季相當的好評；IGN和《影音俱樂部》等影評人及網站都給了該結局負面的評價。
2015年12月，巴克被聘來在漫威電視與Netflix合作的電視劇《鐵拳俠》中擔任節目統籌和執行製片人。但當該劇於2017年3月起在Netflix上開播後，所獲得的評價以負面居多，影評人稱該劇為「輕易成為最糟糕的Netflix漫威劇。」儘管如此，Netflix報導說，《鐵拳俠》仍是他們最受歡迎的首播劇。2016年12月，巴克再度被漫威聘請來擔任《異人族》的統籌和執行製片人，該劇為漫威、ABC和IMAX公司共同合作的電視劇。2017年7月，宣布《鐵拳俠》仍會推出第二季，但巴克已退出其統籌和執行製片人的職位。2017年9月，《異人族》首映後獲得了比《鐵拳俠》更為差勁的評價。

## 個人生活
巴克的妻子為女演員黛安娜·米蘭達（Dianna Miranda），他們有兩個小孩。

## 作品列表

### 電視
| 年份      | 標題             | 編劇 | 監製 | 附註                             | 參考   |
| --------- | ---------------- | ---- | ---- | -------------------------------- | ------ |
| 1991      | Charlie Hoover   | 是   |      | 單集：〈Roll One for Ed〉        | [ 20 ] |
| 1993-1996 | 教練             | 是   |      | 15集                             | [ 1 ]  |
| 1997      | 裸體真相         |      | 是   | 2集                              | [ 1 ]  |
| 2000-2001 | 妮基             | 是   | 是   | 3集                              | [ 1 ]  |
| 2001      | 歐布隆詭異家庭秀 | 是   | 是   | 3集                              | [ 1 ]  |
| 2001      | 大家都愛雷蒙     | 是   |      | 單集：〈Frank Paints the House〉 | [ 21 ] |
| 2002-2005 | 六呎風雲         | 是   | 是   | 7集                              | [ 22 ] |
| 2007      | 羅馬的榮耀       | 是   | 是   | 2集                              | [ 4 ]  |
| 2007-2013 | 夢魘殺魔         | 是   | 是   | 18集                             | [ 23 ] |
| 2017      | 鐵拳俠           | 是   | 是   | 13集                             | [ 12 ] |
| 2017      | 異人族           | 是   |      | 8集                              | [ 16 ] |

### 電影
| 年份 | 標題        | 編劇 | 監製 | 附註    | 參考   |
| ---- | ----------- | ---- | ---- | ------- | ------ |
| 2004 | 從地心竄出4 | 是   |      | DVD首映 | [ 3 ]  |
| 2008 | Prego       | 是   |      | 短片    | [ 24 ] |

## 外部連結
- 史考特·巴克在互联网电影资料库（IMDb）上的資料（英文）